# 下妻貴寛
下妻 貴寛（しもつま たかひろ、1994年4月15日 - ）は、山形県酒田市（旧・松山町）出身の元プロ野球選手（捕手）。右投右打。現在は東北楽天ゴールデンイーグルスの二軍バッテリーコーチを務める。

## 経歴

### プロ入り前
小学校3年生から野球を始めると、松山中学校では軟式野球部に所属しつつ、「酒田ハーバーベースボールクラブ」で硬式野球も経験した。酒田南高校では1年生の春から正捕手を務める。3年の夏には甲子園に初出場、大会の選手宣誓を行った。試合は初戦で明徳義塾高校に敗れる。
2012年のプロ野球ドラフト会議で、東北楽天ゴールデンイーグルスから4巡目で指名。契約金3500万円、年俸600万円（金額は推定）という条件で入団した。背番号は「39」。

### 楽天時代

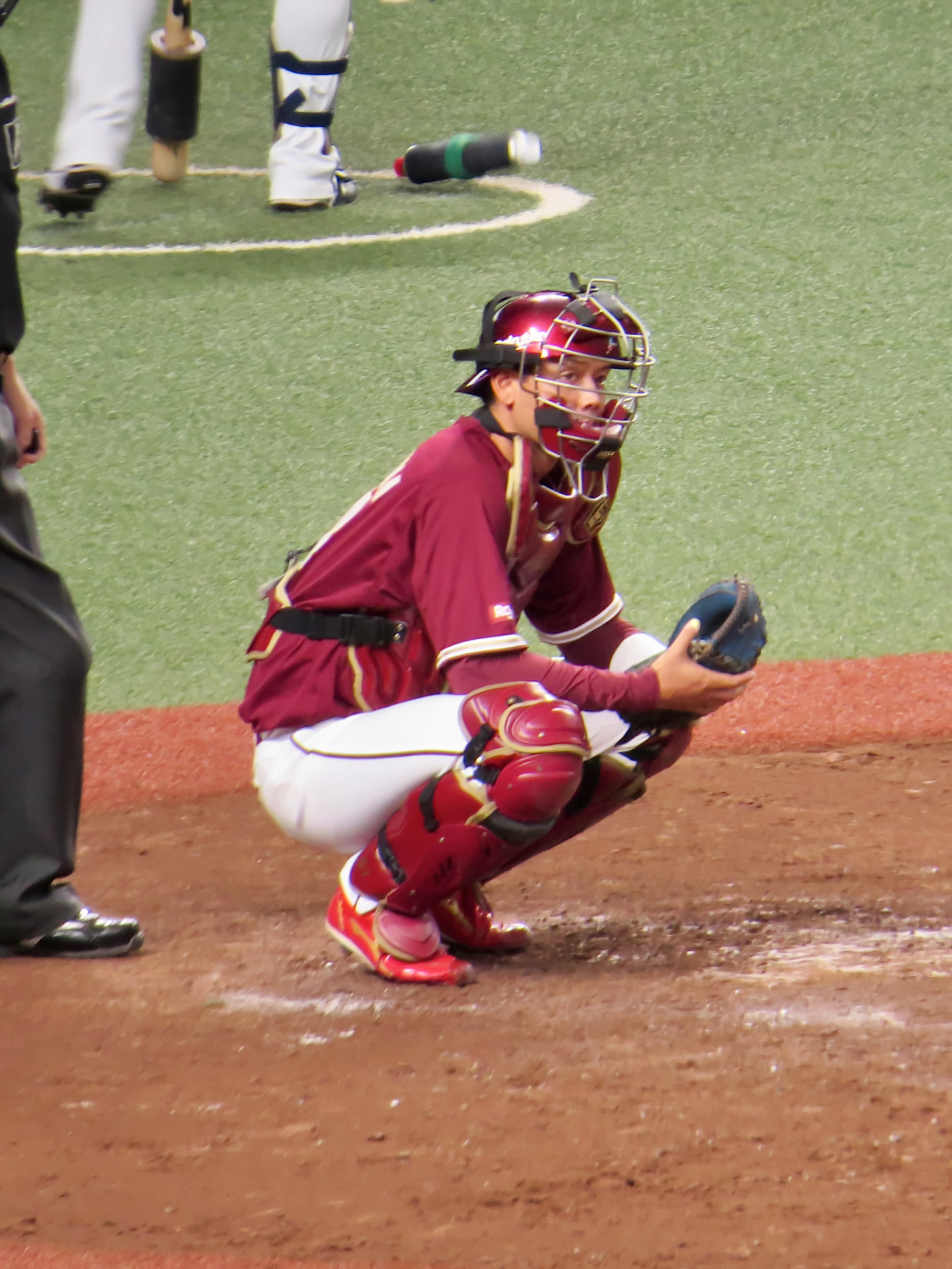
2020年9月 メットライフドーム

2013年、イースタン・リーグ公式戦28試合の出場で打率.169、1打点を記録。6月2日に地元・山形県の鶴岡ドリームスタジアムで開催された埼玉西武ライオンズ戦では、同期入団・森雄大とバッテリーを組んで出場。公式戦初めての先発起用となったで、打撃では無安打に終わったが、3盗塁刺を記録した。また、7月18日に秋田こまちスタジアムで開かれたフレッシュオールスターゲームには、イースタン・リーグ選抜のメンバーとして途中から出場すると、2打数2安打1打点1得点を記録した。
2014年、イースタン・リーグ公式戦では、59試合の出場で1本塁打、19打点、打率.241を記録。松井裕樹が先発で6回まで投げた試合で15奪三振を引き出したほか、古川侑利（いずれも高卒新人投手）を公式戦でのプロ初勝利・初完封に導いた。8月30日にプロ入り後初の出場選手登録を果たすと、9月10日の対オリックス・バファローズ戦（Koboスタジアム宮城）の9回表に、高卒新人投手・今野龍太とのバッテリーで一軍デビュー。今野を1安打無失点に導いたが、一軍公式戦への出場機会はこの1イニングだけにとどまった。
2015年、一軍の捕手陣から嶋基宏や伊志嶺忠が相次いで故障に見舞われたことを背景に、6月16日にシーズン初の出場選手登録。6月24日に地元・山形県の荘内銀行・日新製薬スタジアムやまがたで開かれたオリックス戦で、シーズン初の一軍公式戦出場を果たした。一軍公式戦では、通算4試合に出場。7月9日の対福岡ソフトバンクホークス戦（京セラドーム大阪）で本多雄一と柳田悠岐から盗塁刺を記録したものの、前年に続いて打席に立つ機会はなかった。イースタン・リーグ公式戦には、チームの捕手で最も多い66試合に出場。打率.169ながら、3本塁打、19打点を記録した。
2016年、一軍公式戦への出場機会はなく、42試合に出場したイースタン・リーグ公式戦でも、打率.205、0本塁打、7打点という成績に終わった。オフの10月12日に第1回WBSC U-23ワールドカップの日本代表に選出された。同大会で優勝を果たした。
2017年、5月4日のオリックス戦で2年ぶりの一軍出場を果たし、これがプロ初先発出場となり、また、3回裏の打席がプロ初打席となった。10月5日のロッテ戦では佐々木千隼からプロ初安打を放った。
2018年、春に右肩関節唇を損傷した影響で10月29日に支配下登録を解除され育成選手として再契約（背番号も139に変更）。
2019年、5月31日にルートインBCリーグに所属する埼玉武蔵ヒートベアーズに派遣されることが発表された。派遣期間は6月1日～6月30日（その後7月31日まで延長）。背番号は44。このシーズンのオフに嶋基宏が退団したため、外野手から捕手に再転向した岡島豪郎を除くと、楽天の生え抜き捕手では最古参の選手となった。
2020年2月21日、支配下登録への復帰が発表された。背番号は67。年俸は550万円（推定）。8月30日に一軍登録されると9月2日の対日本ハム戦（札幌ドーム）にて途中出場し、この試合では9回表に3年ぶりとなる一軍での安打を放った。それまで正捕手格の太田光や二番手格の足立祐一が共に故障で離脱すると出場機会を増やし、特に岸孝之と瀧中瞭太が先発時には積極的に先発起用された。9月24日の千葉ロッテマリーンズ戦（楽天生命パーク宮城）では岩下大輝からプロ初本塁打を放った。
2021年は自身初の開幕一軍入りを果たすも、一軍出場は16試合止まりで5月31日に出場選手登録を抹消されて以降は再昇格がないまま、10月26日に球団から戦力外通告を受け、11月21日に現役引退とブルペン捕手に転身することが発表された。

### 現役引退後
2025年よりコーチに転身する。役職は二軍バッテリーコーチで、背番号は97。

## 選手としての特徴
遠投110メートルの強肩が持ち味の大型捕手。

## 詳細情報

### 年度別打撃成績
| 年 度     | 球 団     | 試 合 | 打 席 | 打 数 | 得 点 | 安 打 | 二 塁 打 | 三 塁 打 | 本 塁 打 | 塁 打 | 打 点 | 盗 塁 | 盗 塁 死 | 犠 打 | 犠 飛 | 四 球 | 敬 遠 | 死 球 | 三 振 | 併 殺 打 | 打 率 | 出 塁 率 | 長 打 率 | O P S |
| --------- | --------- | ----- | ----- | ----- | ----- | ----- | -------- | -------- | -------- | ----- | ----- | ----- | -------- | ----- | ----- | ----- | ----- | ----- | ----- | -------- | ----- | -------- | -------- | ----- |
| 2014      | 楽天      | 1     | 0     | 0     | 0     | 0     | 0        | 0        | 0        | 0     | 0     | 0     | 0        | 0     | 0     | 0     | 0     | 0     | 0     | 0        | ----  | ----     | ----     | ----  |
| 2015      | 楽天      | 4     | 0     | 0     | 0     | 0     | 0        | 0        | 0        | 0     | 0     | 0     | 0        | 0     | 0     | 0     | 0     | 0     | 0     | 0        | ----  | ----     | ----     | ---   |
| 2017      | 楽天      | 8     | 11    | 10    | 0     | 1     | 0        | 0        | 0        | 1     | 0     | 0     | 0        | 1     | 0     | 0     | 0     | 0     | 5     | 0        | .100  | .100     | .100     | .200  |
| 2020      | 楽天      | 43    | 90    | 77    | 5     | 12    | 4        | 0        | 1        | 19    | 9     | 0     | 0        | 11    | 1     | 1     | 0     | 0     | 26    | 0        | .156  | .165     | .247     | .411  |
| 2021      | 楽天      | 16    | 27    | 23    | 2     | 4     | 0        | 0        | 0        | 4     | 2     | 0     | 0        | 0     | 0     | 4     | 0     | 0     | 5     | 0        | .174  | .296     | .174     | .470  |
| 通算：5年 | 通算：5年 | 72    | 128   | 110   | 7     | 17    | 4        | 0        | 1        | 24    | 11    | 0     | 0        | 12    | 1     | 5     | 0     | 0     | 36    | 0        | .155  | .190     | .218     | .408  |

### 年度別守備成績
| 年 度 | 球 団 | 捕手  | 捕手  | 捕手  | 捕手  | 捕手  | 捕手     | 捕手  | 捕手     | 捕手     | 捕手     | 捕手     |
| 年 度 | 球 団 | 試 合 | 刺 殺 | 補 殺 | 失 策 | 併 殺 | 守 備 率 | 捕 逸 | 企 図 数 | 許 盗 塁 | 盗 塁 刺 | 阻 止 率 |
| ----- | ----- | ----- | ----- | ----- | ----- | ----- | -------- | ----- | -------- | -------- | -------- | -------- |
| 2014  | 楽天  | 1     | 1     | 0     | 0     | 0     | 1.000    | 0     | 0        | 0        | 0        | ----     |
| 2015  | 楽天  | 4     | 4     | 3     | 0     | 1     | 1.000    | 0     | 2        | 0        | 2        | 1.000    |
| 2017  | 楽天  | 8     | 26    | 0     | 0     | 0     | 1.000    | 0     | 1        | 1        | 0        | .000     |
| 2020  | 楽天  | 43    | 230   | 24    | 0     | 3     | 1.000    | 1     |          |          |          |          |
| 2021  | 楽天  | 16    | 68    | 5     | 1     | 1     | .986     | 1     | 8        | 6        | 2        | .250     |
| 通算  | 通算  | 72    | 329   | 32    | 1     | 5     | .997     | 2     |          |          |          |          |

### 記録
初記録
- 初出場：2014年9月10日、対オリックス・バファローズ20回戦（Koboスタジアム宮城）、9回表に嶋基宏に代わり捕手で出場
- 初先発出場：2017年5月4日、対オリックス・バファローズ6回戦（Koboパーク宮城）、「9番・捕手」で先発出場
- 初打席：同上、3回裏にブランドン・ディクソンから投前犠打
- 初安打：2017年10月5日、対千葉ロッテマリーンズ24回戦（ZOZOマリンスタジアム）、4回表に佐々木千隼から中前安打
- 初打点・初本塁打：2020年9月24日、対千葉ロッテマリーンズ18回戦（楽天生命パーク宮城）、2回裏に岩下大輝から左越ソロ

### 独立リーグでの打撃成績
| 年 度     | 球 団     | 試 合 | 打 数 | 得 点 | 安 打 | 二 塁 打 | 三 塁 打 | 本 塁 打 | 塁 打 | 打 点 | 三 振 | 四 球 | 死 球 | 犠 打 | 犠 飛 | 盗 塁 | 失 策 | 併 殺 打 | 打 率 | 出 塁 率 | 長 打 率 | O P S |
| --------- | --------- | ----- | ----- | ----- | ----- | -------- | -------- | -------- | ----- | ----- | ----- | ----- | ----- | ----- | ----- | ----- | ----- | -------- | ----- | -------- | -------- | ----- |
| 2019      | 武蔵      | 4     | 9     | 4     | 6     | 0        | 0        | 1        | 9     | 1     | 0     | 2     | 0     | 1     | 0     | 0     | 0     | 0        | .667  | .727     | 1.000    | 1.727 |
| 通算：1年 | 通算：1年 | 4     | 9     | 4     | 6     | 0        | 0        | 1        | 9     | 1     | 0     | 2     | 0     | 1     | 0     | 0     | 0     | 0        | .667  | .727     | 1.000    | 1.727 |

### 背番号
- 39（2013年 - 2018年）
  - 27（2016 WBSC U-23ワールドカップ 日本代表）
- 139（2019年 - 2020年2月21日）
  - 44（2019年6月1日 - 7月31日）※武蔵へ派遣
- 67（2020年2月21日 - 2021年）
- 97（2025年 - ）

### 登場曲
- 「愛のバクダン」B'z（2018年）
- 「Unstoppable」Sia（2020年）
- 「証人」FRIDAYZ（2021年）

### 代表歴
- 2016 WBSC U-23ワールドカップ 日本代表